# Jarrius Jackson
Jarrius Glenn Jackson (Monroe, 18 de junio de 1985) es un jugador de baloncesto estadounidense que actualmente se encuentra sin equipo. Mide 1,85 metros de altura y juega en la posición de escolta. En enero de 2013 obtuvo la ciudadanía italiana.

## Trayectoria deportiva
Hijo de Glenn y Glinda Jackson, estudió en el Ouachita Parish High School de su ciudad natal. Posteriormente cursó sus estudios universitarios en Texas Tech University, donde se incorporó a los Texas Tech Red Raiders. En 2006, fue suspendido del equipo de baloncesto por razones académicas, aunque no por mucho tiempo. En su año senior fue incluido en el All-Senior All-America Team del Lowe's Senior Class Award.
Empezó su carrera profesional en España, en las filas del Palma Aqua Mágica. El año siguiente se mudó a Ucrania, donde jugó en el Khimik-OPZ Yuzhny y el MBС Mykolaiv. En 2009 fichó por el Junior Casale italiano. El año siguiente fue transferido al Veroli Basket, con el que ganó una Copa de Italia de Legadue. El 24 de julio de 2012 fue contratado por el Vanoli Cremona. En julio de 2014 pasó al Azzurro Napoli Basket; con los napolitanos jugó hasta enero de 2015, cuando fichó por el Reyer Venezia Mestre.

## Palmarés
- Copa de Italia de Legadue (1): 2011